# 4521 Akimov
4521 Akimov è un asteroide della fascia principale. Scoperto nel 1979, presenta un'orbita caratterizzata da un semiasse maggiore pari a 3,1191895 UA e da un'eccentricità di 0,0904119, inclinata di 14,38929° rispetto all'eclittica.